# Asura eldola
Asura eldola là một loài bướm đêm thuộc phân họ Arctiinae, họ Erebidae.